# Aurelios Gebirgseidechse
Aurelios Gebirgseidechse (Iberolacerta aurelioi) ist eine ovipare Eidechsenart aus der Gattung Iberolacerta.

## Merkmale

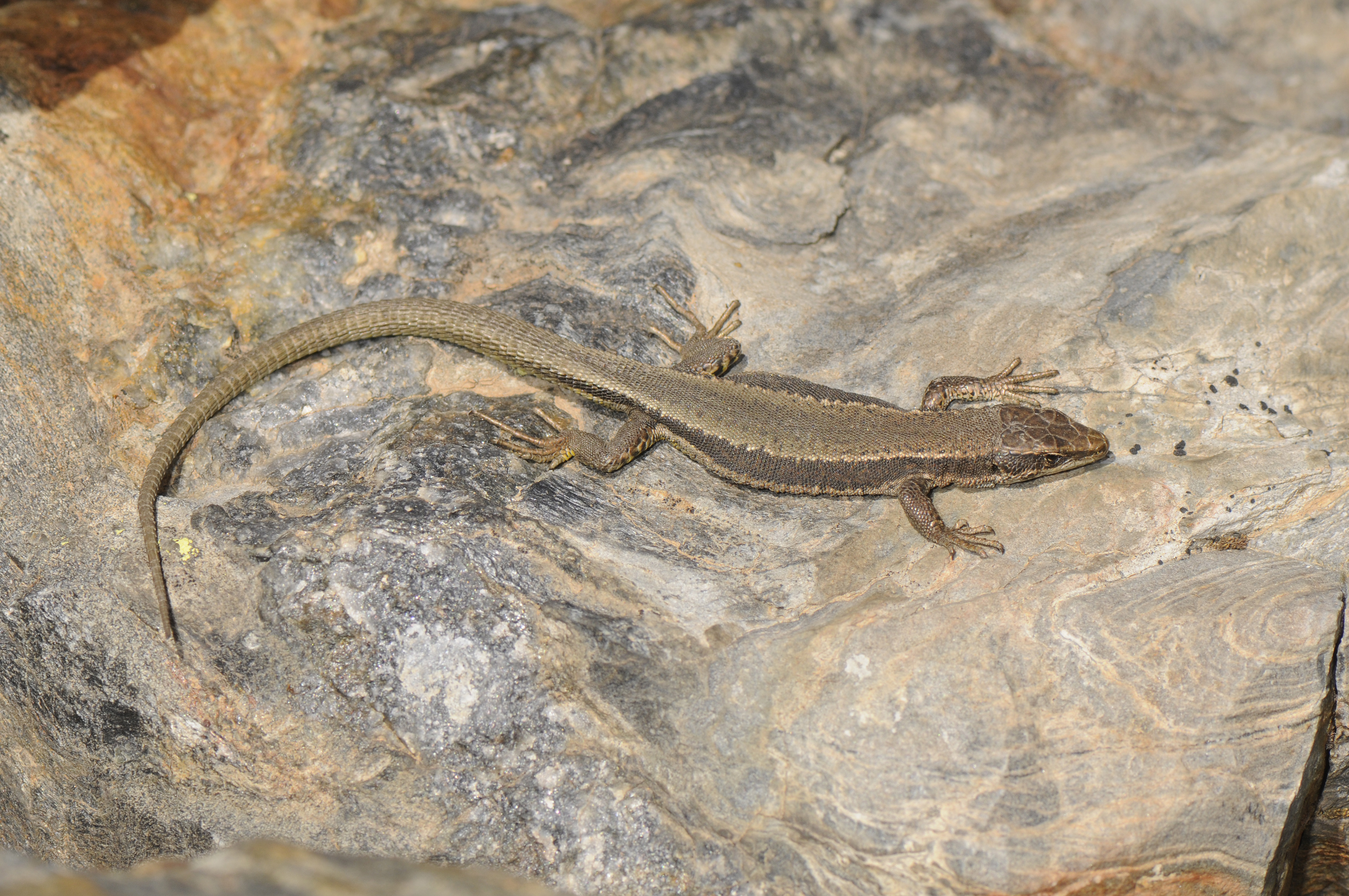
Aurelios Gebirgseidechse Iberolacerta aurelioi

Männchen erreichen eine Kopf-Rumpf-Länge bis zu 65 Millimeter, Weibchen bis 62 Millimeter. Der Rücken ist meist braun gefärbt, manchmal auch leicht olivfarben. Bei erwachsenen Männchen sind auf dem Kopf, dem Rücken und der Oberseite des Schwanzes zahlreiche dunkle Flecken vorhanden. Bei Weibchen ist diese Fleckung weniger intensiv. Meist wird die Grenze zwischen Rücken und Flanken durch einen hellen, unregelmäßig gerandeten Längsstreifen markiert, welcher bis auf den Schwanz verläuft.
Entlang der Flanken läuft von den Schläfen bis zum vorderen Drittel des Schwanzes ein dunkelbraunes bis schwarzes Band, unter dem sich wiederum eine helle Längslinie befindet. Die Farbe der Kehle ist schmutzig weißlich. Eine kräftige gelbe oder orange Färbung findet sich am Bauch und zum Teil auch auf der Schwanzunterseite.
Die Oberseite von Jungtieren ist einförmig braun, manchmal sind schwach entwickelte dunkle Flecken vorhanden. Die Unterseite ist erst weiß und wird im zweiten Jahr gelblich. Der Schwanz ist glänzend grün.

## Vorkommen

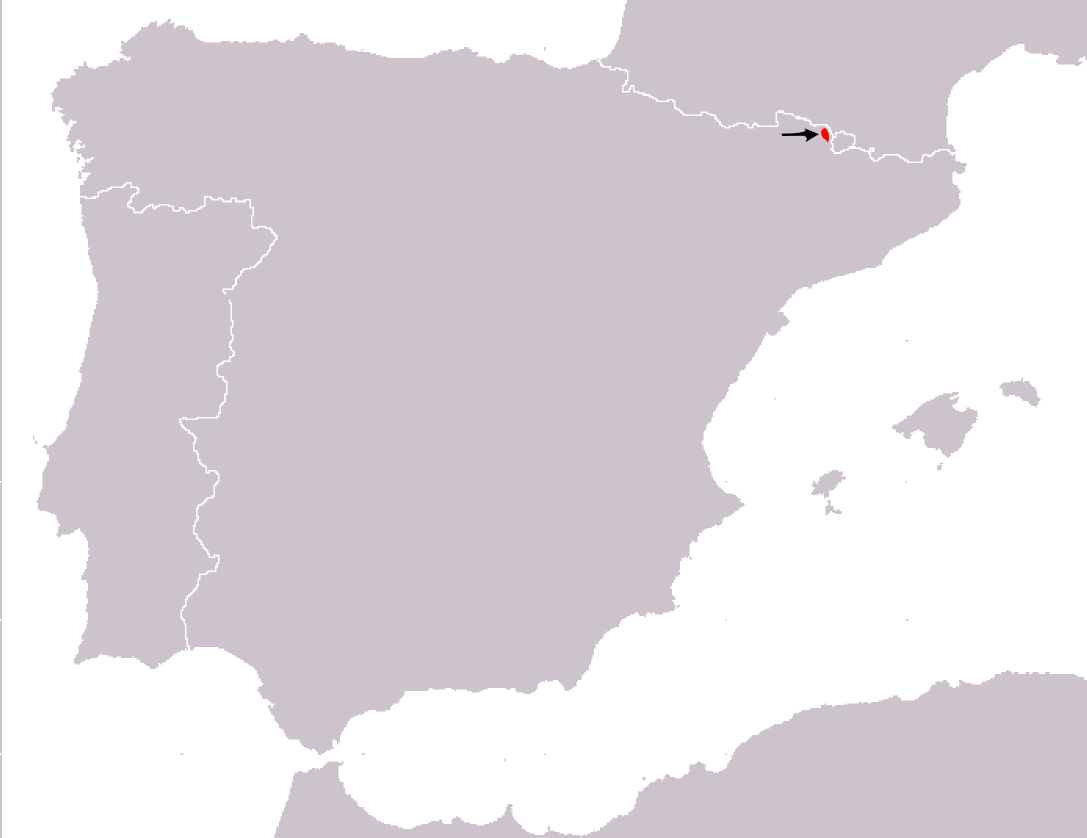
Vorkommen im kleinen Verbreitungsgebiet (oben, rechts in der Karte)

Aurelios Gebirgseidechse kommt im Grenzgebiet von Spanien, Andorra und Frankreich in einem sehr kleinen Gebiet im Osten der Pyrenäen vor. Ihren Verbreitungsschwerpunkt hat die Art in der spanischen Provinz Lerida und in Andorra.
In Spanien kommt sie in den Gebirgsmassiven Montroig und Pica d’Estats einschließlich des Serrat de Capifonts vor, in Nordwest-Andorra im Coma Pedrosa, Tristaina und Sarera. Das Areal reicht vom Montroig-Massiv im Westen bis zum Tristaina-Massiv im Osten.
Die Populationsdichte ist meist klein und besteht aus zehn bis zu wenigen hundert Eidechsen.

## Lebensraum
Diese Hochgebirgsart ist in der alpinen sowie der entwaldeten subalpinen Höhenstufe in Höhenlagen von 2100 bis 2940 Meter über NN zu finden. Sie bewohnt mit niedrigen Gräsern bewachsene Gebirgsmatten und ist vor allem in spaltenreichen und gut verwitterten geologischen Formationen anzutreffen die meist südlich ausgerichtet sind um von der Sonne erwärmt zu werden.

## Lebensweise
In großen Höhen ist die Art ungefähr von Mitte Mai bis Ende September aktiv, jüngere und halbwüchsige Exemplare bis Anfang Oktober. Die Paarungszeit reicht von Ende Mai bis Ende Juni. Von Mitte Juni bis Mitte Juli setzen Weibchen unter mittelgroßen Steinen ein Gelege ab. Dieses besteht aus selten einem, meist zwei bis drei Eiern. Die Eier sind 11 bis 15 Millimeter lang und 6 bis 8 Millimeter breit. Die Embryonen in den Eiern sind zum Zeitpunkt der Eiablage bereits weit entwickelt.
Über Ernährung und Fressfeinde von Aurelios Gebirgseidechse gibt es keine Informationen. Ein großer Anteil der Eier wird von Fliegenmaden der Art Sarcophaga protuberans befallen.

## Systematik
Aurelios Gebirgseidechse wurde zuerst 1994 von Arribas beschrieben. Er benannte die Art nach Aurelio Arribas Ceña, seinem Vater.
Sie wurde vor der Anerkennung als eigenständige Art unter der Gattung Lacerta geführt und durch die Beschreibungen von Carranza et al. (2004), Arribas (1998, 1999), Carranza et al. (2004), Harris et al. (1998) und Mayer et. Arribas (2003) in die neue Gattung Iberolacerta ausgegliedert. Es sind keine Unterarten beschrieben.

## Gefährdung
Die IUCN stuft Iberolacerta aurelioi aufgrund des kleinen, stark fragmentierten Verbreitungsgebietes von rund 500 km² und des starken Bestandsrückganges durch Verlust und der negativen Veränderung in den natürlichen Lebensräumen als stark gefährdet („endangered“) ein. Ein Überarbeitungshinweis („need updating“) zum Gefährdungsstatus wird von der IUCN ausgewiesen um die im Jahr 2009 veröffentlichte Einstufung zu aktualisieren.
Eine große Gefahr geht durch die Überweidung der vorhandenen Lebensräume durch Rinderhaltung, die Sammlung für Präparate von Eidechsen und die Ausweitung von bestehenden oder die Anlage von neuen Wintersportgebieten mit dem dazugehörigen Ausbau der Infrastruktur durch Gebäude, Hotelanlagen, Straßen und Zufahrtswegen aus. Es wird vermutet, dass der Klimawandel signifikant negative Einflüsse auf diese an alpine Bedingungen angepasste Eidechsenart hat.